# Свети Георги (Места)
Вижте пояснителната страница за други значения на Свети Георги.
„Свети Георги“ е православна църква в банското село Места, България, част от Неврокопската епархия на Българската православна църква.

## История
Църквата е разположена в центъра на селото. Строителството на храма започва през 1996 г. и е завършено през 2008 г. Средствата за изграждането на храма са на община Банско, Светия Синод на Българската православна църква и частни дарения от християни и фирми от Банско и други места. Вътрешността на храма е изписана, като площта на стенописите е 34 m2. Автори са иконописците от Благоевград Васко Василев и Иван Вълканов.